# برسر کورپوریشن
برسر کورپوریشن (انگلیسی: Bresser Corporation) شرکت  آلمانی تولیدکننده دوربین دوچشمی، تلسکوپ و میکروسکوپ می‌باشد که در سال ۱۹۵۷ میلادی تأسیس شده است.